# The Continental: Dal mondo di John Wick
The Continental: Dal mondo di John Wick (The Continental: From the World of John Wick), nota anche semplicemente come The Continental, è una miniserie televisiva statunitense del 2023 creata da Greg Coolidge, Kirk Ward e Shawn Simmons.
La miniserie è il prequel/spin-off della serie di film iniziata nel 2014 con John Wick.

## Trama
New York, anni '70. Winston Scott entra nel Continental Hotel, il riparo sicuro per i sicari più letali del mondo, e pian piano si fa strada fino a raggiungere posizioni sempre più importanti. Il tutto accompagnato sullo sfondo da vicende storiche importanti come l'inverno del malcontento e l'emergere della cosa nostra statunitense.

## Puntate
| nº | Titolo originale                | Titolo italiano      | Pubblicazione     |
| -- | ------------------------------- | -------------------- | ----------------- |
| 1  | Brothers in Arms - Night 1      | Fratelli d'armi      | 22 settembre 2023 |
| 2  | Loyalty to the Master - Night 2 | Fedeltà al padrone   | 29 settembre 2023 |
| 3  | Theater of Pain - Night 3       | Il teatro del dolore | 6 ottobre 2023    |

## Produzione
Le riprese della miniserie sono iniziate nel novembre 2021 a Budapest.

## Promozione
Il primo teaser trailer della miniserie è stato diffuso il 12 aprile 2023.

## Distribuzione
Negli Stati Uniti The Continental è stata distribuita a partire dal 22 settembre 2023 su Peacock TV, mentre nel resto del mondo su Prime Video.